# Nagisa Mitsuki
Nagisa Mitsuki (渚 みつき (Banh-Kỳ Chân-Tự) 7 tháng 2 năm 1999 –) là một cựu nữ diễn viên khiêu dâm người Nhật Bản. Cô thuộc về công ti Bambi Promotion.

## Sự nghiệp/Đời tư
Cô sinh ra tại Tokyo. Sở thích của cô là phát trực tiếp và kĩ năng đặc biệt là hát karaoke. Nhóm máu của cô là B.
Cô ra mắt ngành phim khiêu dâm vào tháng 1/2019. Từ lúc đó, cô đã từ bỏ lệnh cấm đồng tính nữ và nuốt tinh trong ngành. Ngoài ra, lời diễn tự biên tại chỗ của cô được đánh giá là rất tốt.
Lần đầu cô quan hệ tình dục là vào lớp đầu cấp hai với bạn trai cùng tuổi. Địa điểm là nhà vệ sinh công cộng ở công viên. Cô đã quan hệ với khoảng 30 người trước khi ra mắt ngành phim khiêu dâm.
Nhà văn phim khiêu dâm Kurogane Arei đã phân tích từ dữ liệu sự phát triển của cô rằng cô là diễn viên mới tốt nhất nửa đầu năm 2019.
Tháng 8/2020, cô xếp thứ 5 trong bảng xếp hạng nữ diễn viên khiêu dâm nửa đầu năm 2020 theo thông cáo hàng tháng của FANZA. Tháng 12/2020, cô xếp thứ 4 của hạng mục gọn gàng và sạch sẽ trong bảng "FLASH 2020 BEST100 diễn viên đang hoạt động gợi cảm nhất" được bầu chọn bởi độc giả. Cô xếp thứ 8 trong bảng xếp hạng nữ diễn viên khiêu dâm hàng năm được FANZA thông báo vào năm 2020.
Tháng 8/2021, cô xếp thứ 69 trong "Bảng xếp hạng nữ diễn viên gợi cảm FLASH 2021 do 300 độc giả bình chọn". Cô xếp thứ 11 trong bảng xếp hạng nữ diễn viên khiêu dâm nửa đầu năm 2021 được FANZA thông báo hàng tháng.
Tháng 9/2021, cô được chỉ định làm diễn viên nữ quảng cáo cho chiến dịch Triple HAPPY.
Nagase Yui, người đã đóng chung nhiều phim và có mối quan hệ cá nhân với cô, miêu tả tính cách của cô rằng "Mitsuki-chan là người chỉ có thể làm việc với người cô thích".